# Gardendale, Alabama
Gardendale là một thành phố thuộc quận Jefferson, tiểu bang Alabama, Hoa Kỳ. Dân số năm 2009 là 13720 người, mật độ đạt 235 người/km².